# Eskilstunahus län
Eskilstunahus län is een voormalige provincie in Zweden. De provincie bestond van 1634 tot en met 1683 en lag in het landschap Södermanland. In 1683 werd Eskiltunahus län samengevoegd met Nyköpings län en Gripsholms län tot Södermanlands län. De residentieplaats van de gouverneur van de provincie was Eskilstunahus slott, dit slot is in 1680 bij een brand verloren gegaan.